# 日本建築衛生管理教育センター
公益財団法人日本建築衛生管理教育センター（にほんけんちくえいせいかんえいきょういくセンター）は、建築物環境衛生管理技術者試験、建築衛生管理教育の普及事業などを行っている公益法人。元厚生労働省所管。1970年（昭和54年）設立。

## 概要
- 所在：東京都千代田区大手町1丁目6番1号　大手町ビル7階743区
- 理事長：目黒克己（元厚生省生活衛生局長）
- 会長：高木丈太郎

## 事業
資格・講習
- 国家試験課：建築物環境衛生管理技術者試験を行う。
- 教務課：建築物環境衛生管理技術者講習、清掃作業監督者講習、空気環境測定実施者講習、ダクト清掃作業監督者講習、貯水槽清掃作業監督者講習、排水管清掃作業監督者講習、防除作業監督者講習、空調給排水管理監督者講習、統括管理者講習を行う

広報
- 季刊誌『ビルと環境』刊行

検査
- 粉じん計較正
- レジオネラ検査
- 飲料水水質検査
- 簡易専用水道検査

研究
- 建築物環境衛生管理全国大会の実施